# Stenotarsus guatemallae
Stenotarsus guatemallae es una especie de coleóptero de la familia Endomychidae.

## Distribución geográfica
Habita en Guatemala.